# Гамкрелидзе, Александра Илларионовна
Александра Илларионовна Гамкрелидзе (1940, Грузинская ССР) — ткачиха Кутаисского шелкокомбината Министерства лёгкой промышленности Грузинской ССР. Герой Социалистического Труда (1966).

## Биография
После получения среднего образования поступила в школу фабричного обучения, после которой с конца 1950-х годов трудилась ткачихой на Кутаисском шёлковом комбинате (позднее — Кутаисское шелковое текстильно-швейное объединение). За короткий период освоила свою рабочую специальность и стала высококлассной ткачихой-многостаночницей, показывая высокие трудовые результаты и вырабатывая продукцию высокого качества. Неоднократно занимала передовые позиции в социалистическом соревновании, удостаивалась почётного звания «Ударник коммунистического труда». Член КПСС.
Досрочно выполнила личные социалистические обязательства и плановые задания Семилетки (1959—1965). Указом Президиума Верховного Совета СССР от 2 апреля 1966 года удостоена звания Героя Социалистического Труда за «достигнутые успехи в развитии сельского хозяйства, промышленности и науки Грузинской ССР» с вручением ордена Ленина и золотой медали «Серп и Молот» (№ 10080).
В 1966 году избиралась делегатом XXIII съезда КПСС.
За выдающиеся трудовые достижения по итогам работы в годы Одиннадцатой пятилетки (1981—1985) была награждена Орденом Трудового Красного Знамени.
Трудилась на родном предприятии до выхода на пенсию. Проживала в Кутаиси.
Награды
- Герой Социалистического Труда
- Орден Ленина
- Орден Трудового Красного Знамени (23.05.1986)